# ダイナミックヒーローズ
『永井豪まんが外伝 ダイナミックヒーローズ』（ながいごうまんががいでん ダイナミックヒーローズ）は、永井豪原作、越智一裕とダイナミックプロによる日本の漫画作品。

## 概要
永井豪原作の『マジンガーZ』、『デビルマン』、『キューティーハニー』といったアニメのキャラクターたちが一堂に会し、共闘するクロスオーバー作品。各キャラクターたちは原作漫画ではなくアニメ版の設定で登場しており、作画も当時のアニメの絵柄を再現しているうえ、ストーリーも各アニメ作品の後日譚的内容となっている。なお、本作の参戦作品は永井原作かつ東映アニメーションが制作した作品のうち、東映まんがまつりで上映された作品に限定されており、『鋼鉄ジーグ』や『どろろんえん魔くん』、『ゲッターロボ號』などは参戦していない。
本作品はデジタルコミックであり、雑誌ではなくネット上で連載された。当初は講談社のウェブサイト「Web現代」内のウェブコミック誌「e-manga」で掲載されたが、連載中に「Web現代」が「MouRa」にリニューアルして「e-manga」のサービスが終了したため、途中から「MouRa」へ移行した。現在は連載終了に伴い、公開を終了している。全30話。
単行本は過去に講談社より第2巻まで発行され、完結編として予告されていた第3巻は発売されずに終わったが、2011年6月7日にeBookJapanより『ダイナミックヒーローズ-COMPLETE EDITION-』として新規加筆を行った完全版が全4巻構成の電子書籍として発売された。なお、かつてはイタリア語版も発売されていた模様。

## スタッフ
- 原作：永井豪
- 漫画：越智一裕とダイナミックプロ
- プロデュース：ダイナミックプロダクション
- 背景：スタジオMAO
- 効果：森賢一
- 制作：講談社、dig

## 登場作品
- デビルマン
- キューティーハニー
- グレートマジンガー
- UFOロボ グレンダイザー
- ゲッターロボ
- ゲッターロボG
- マジンガーZ対デビルマン
- グレートマジンガー対ゲッターロボG 空中大激突
- UFOロボ グレンダイザー対グレートマジンガー
- グレンダイザー ゲッターロボＧ グレートマジンガー決戦！大海獣

## 主な登場人物
- 兜甲児
- 弓さやか
- ボス
- 剣鉄也
- 炎ジュン
- 宇門大介（デューク・フリード）
- 牧葉ひかる
- マリア・フリード
- 流竜馬
- 神隼人
- 車弁慶
- 早乙女ミチル
- 如月ハニー（キューティーハニー）
- 不動明（デビルマン）
- ララ

## 主な登場メカ
- マジンガーZ
- ダイアナンA
- ボスボロット
- グレートマジンガー
- ビューナスA
- グレンダイザー
- ダブルスペイザー
- ゲッターロボ練習機
- ゲッターロボG

## 各話タイトル一覧
- 1. 出撃! 兜甲児
- 2. マジン対魔獣
- 3. 死闘! 悪魔族
- 4. ハートを掴む千の腕
- 5. 発進! ゲッターロボ
- 6. 迫りくる、暗雲
- 7. 地獄からの死者
- 8. 危機!! 科学要塞研究所!!
- 9. 闇の罠
- 10. 鏡の中の悪魔
- 11. 絆
- 12. 打倒デモニカ!! 友情のダブルアタック!!
- 13. 囚われのハニー! 幻城の罠!!
- 14. 悪魔、ふたたび
- 15. 妖花、襲来

- 16. 妖・機械・獣
- 17. 暁の再開
- 18. 汚されし追憶
- 19. 激突!! 空からの刺客!!
- 20. 潜入! 幻城
- 21. 兜甲児 vs 豹の爪
- 22. 登場、愛の戦士!
- 23. つなぐ、心
- 24. 宇宙からの災い
- 25. 急襲! 飛行要塞ナバローン!!
- 26. わが友、わがマシン
- 27. マジンガーZ対グレンダイザー
- 28. きみこそ勇者!
- 29. もえる愛の星
- 30. ちいさな愛の歌